# Pawieł Czistiakow
Pawieł Pietrowicz Czistiakow (ros. Па́вел Петро́вич Чистяко́в) (ur. 23 czerwca?/5 lipca 1832 we wsi Prudy w guberni twerskiej, zm. 11 listopada 1919 w m. Puszkin) – rosyjski malarz i pedagog, zajmował się malarstwem historycznym, rodzajowym i portretowym.
Naukę rozpoczął w pobliskim Bieżecku, w roku 1849 rozpoczął studia na Cesarskiej Akademii Sztuk Pięknych w Petersburgu u profesora Piotra Wasiliewicza Basina. 
W czasie studiów w latach 1854–1858 był nagradzany medalami, w roku 1860 otrzymał mały złoty medal za obraz „Patriarcha Hermogenes w ciemnicy”. W następnym roku ukończył studia i otrzymał tytuł artysty XIV klasy oraz wielki złoty medal za obraz „Arcyksiężna Zofia Witoldówna na weselu arcyksięcia Wasyla II Ślepego”. Otrzymał też stypendium zagraniczne, dzięki czemu mógł wyjechać w roku 1863 do Niemiec, Paryża i Rzymu.
Po powrocie do Petersburga w roku 1870 otrzymał tytuł akademika za obrazy „Żebrak rzymski”, „Głowa Włoszki z Ciociara” i „Francuz wybierający się na bal publiczny”. 
W roku 1872 został mianowany profesorem-adiunktem Akademii Petersburskiej. Od tego czasu zajął się głównie pracą pedagoga, zaniedbując własną twórczość.
Do grona jego uczniów należeli m.in.
- Wiktor Wasniecow
- Michaił Wrubel
- Wasilij Polenow
- Ilja Riepin
- Walentin Sierow
- Wasilij Surikow.